# Primrose Hill
Primrose Hill (letteralmente Collina delle Primule) è una collina di 78 metri situata nella parte nord di Regent's Park, a nord di Londra. È anche il nome del distretto nel quale sorge. Dalla collina si gode di un'ottima vista del centro di Londra. Come Regent's Park la zona è stata una parte della grande riserva di caccia riservata al re Enrico VIII d'Inghilterra e divenuta proprietà della Corona nel 1841. Nel 1842 un atto del Parlamento rese il luogo pubblico e aperto a tutti.
La parte edificata di Primrose Hill consiste in case in stile vittoriano. È stata ed è una zona raffinata e abitata dalla borghesia; infatti vi abitarono molte personalità.
Nell'ottobre del 1678 Primrose Hill è stata la scena del misterioso assassinio di Edmund Berry.

## Luoghi limitrofi

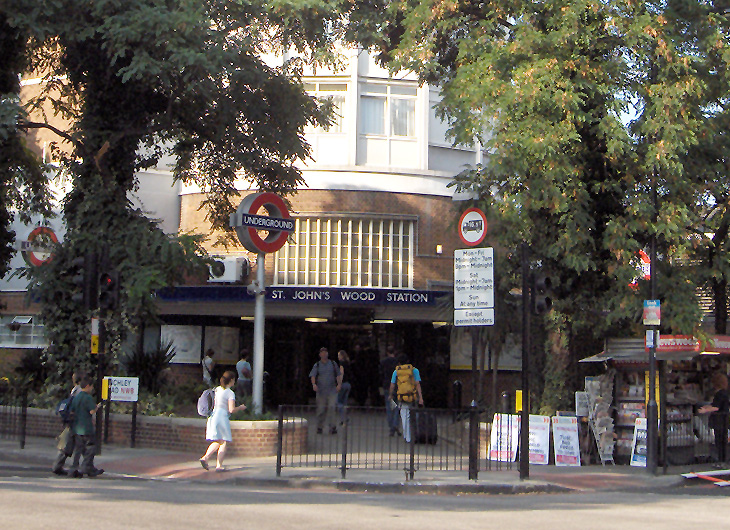
La stazione di St John's Wood, dalla quale è possibile partire per raggiungere Primrose Hill.

- Camden Town
- Regent's Park
- Belsize Park
- Chalk Farm
- Hampstead
- St John's Wood

## Trasporti
Si può facilmente raggiungere Primrose Hill utilizzando le seguenti stazioni della metropolitana di Londra:
- Chalk Farm
- Swiss Cottage
- St John's Wood

## Residenti celebri
Tra i più celebri residenti di Primrose Hill:
- Tim Burton, regista
- Helena Bonham Carter, attrice

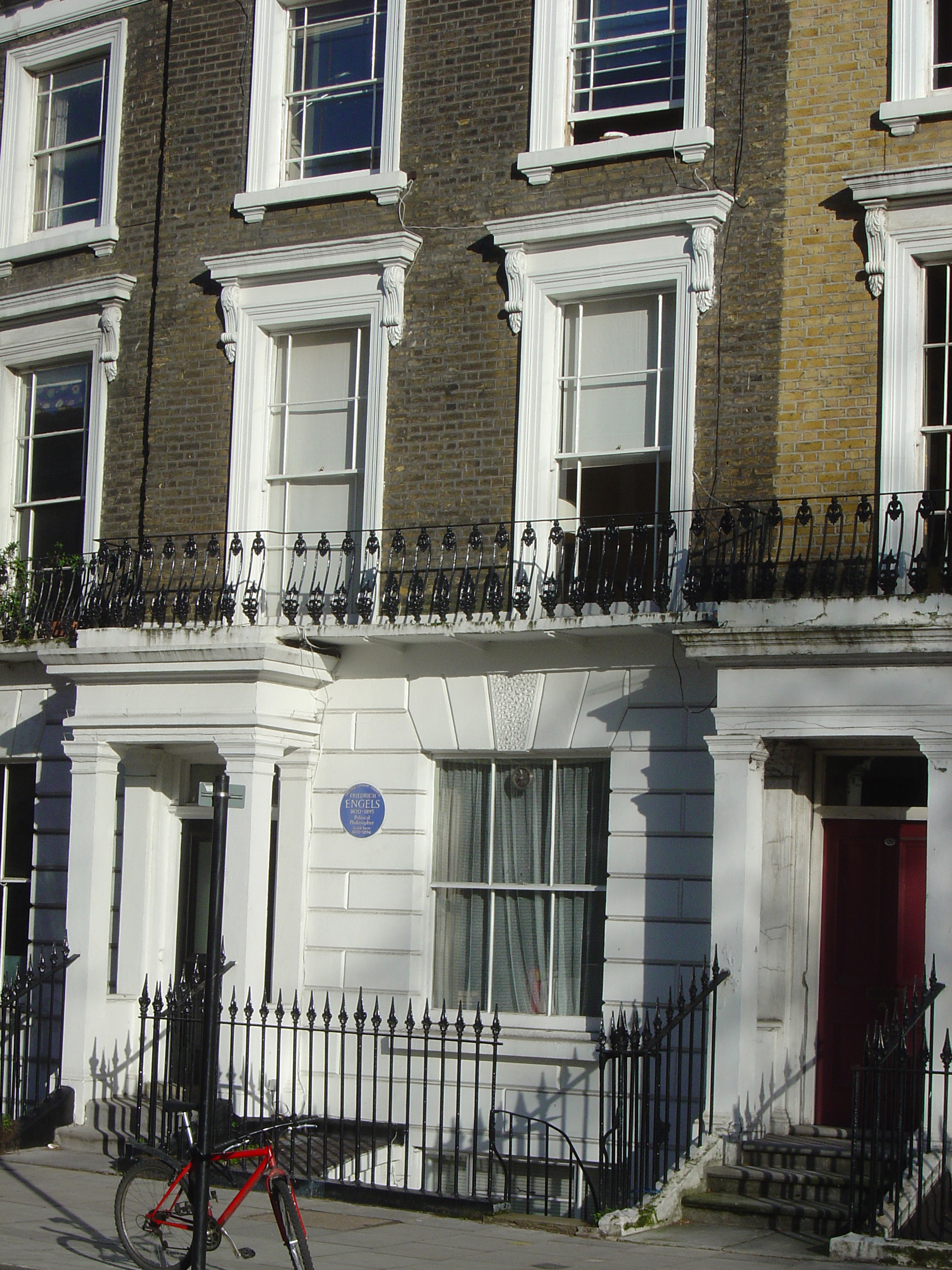
Casa di Friedrich Engels presso Primrose Hill

- Neneh Cherry, cantante e compositore
- Sophie Ellis-Bextor, compositrice e cantante
- Friedrich Engels, fondatore del Comunismo
- Eva Green, attrice
- Jude Law, attore
- Ewan McGregor, attore
- David Miliband, ex Foreign Secretary
- Sienna Miller, attrice
- Kate Moss, modella
- Jason Orange, cantante
- Gavin Rossdale musicista, marito di Gwen Stefani
- Gwen Stefani, musicista, moglie di Gavin Rossdale
- Chris Martin, cantante, chitarrista e pianista, leader del gruppo dei Coldplay.
- Harry Styles,cantante
- Luca Sichi, bassista

## Galleria d'immagini

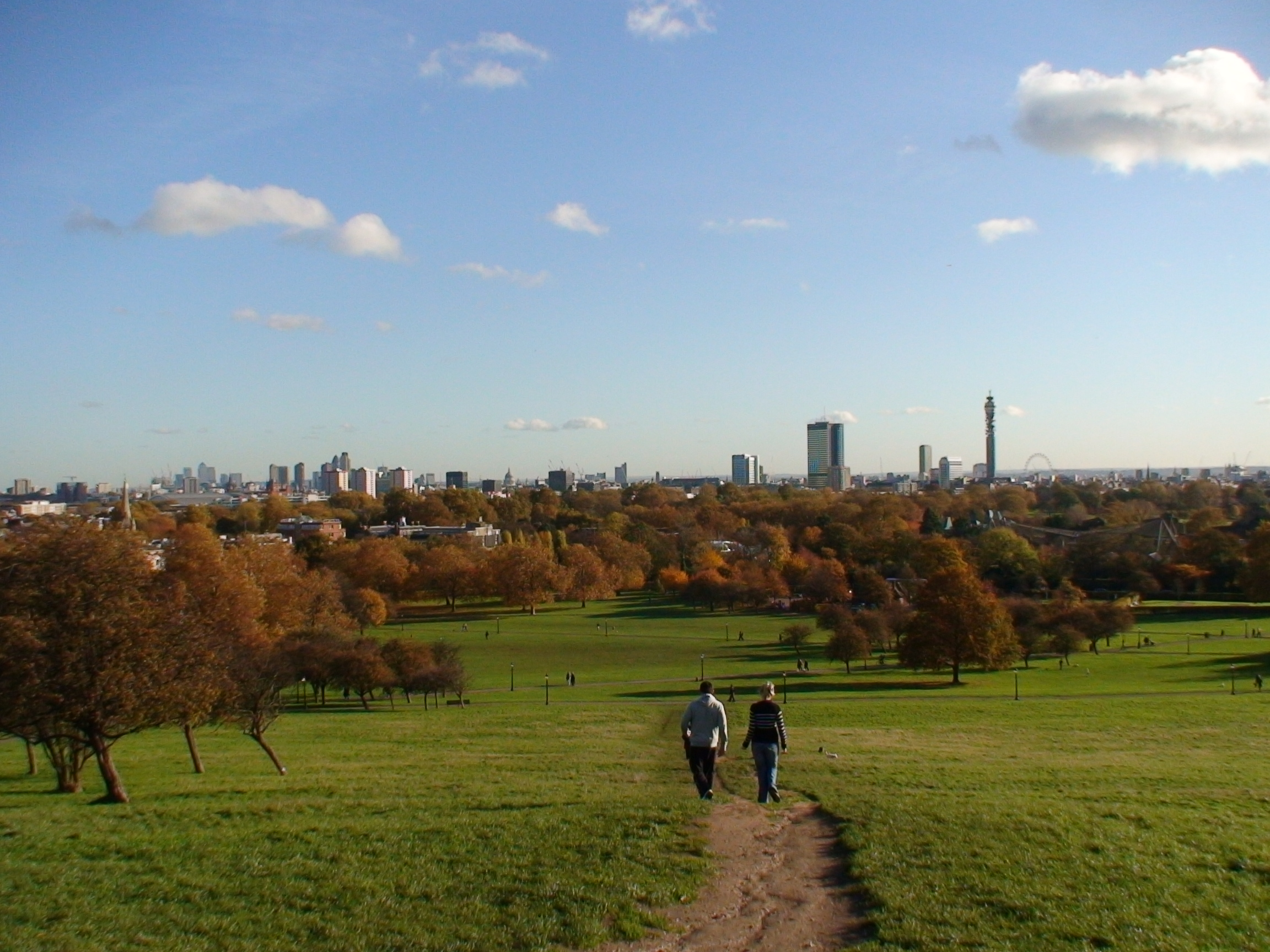
Una coppia passeggia per i sentieri di Primrose Hill.
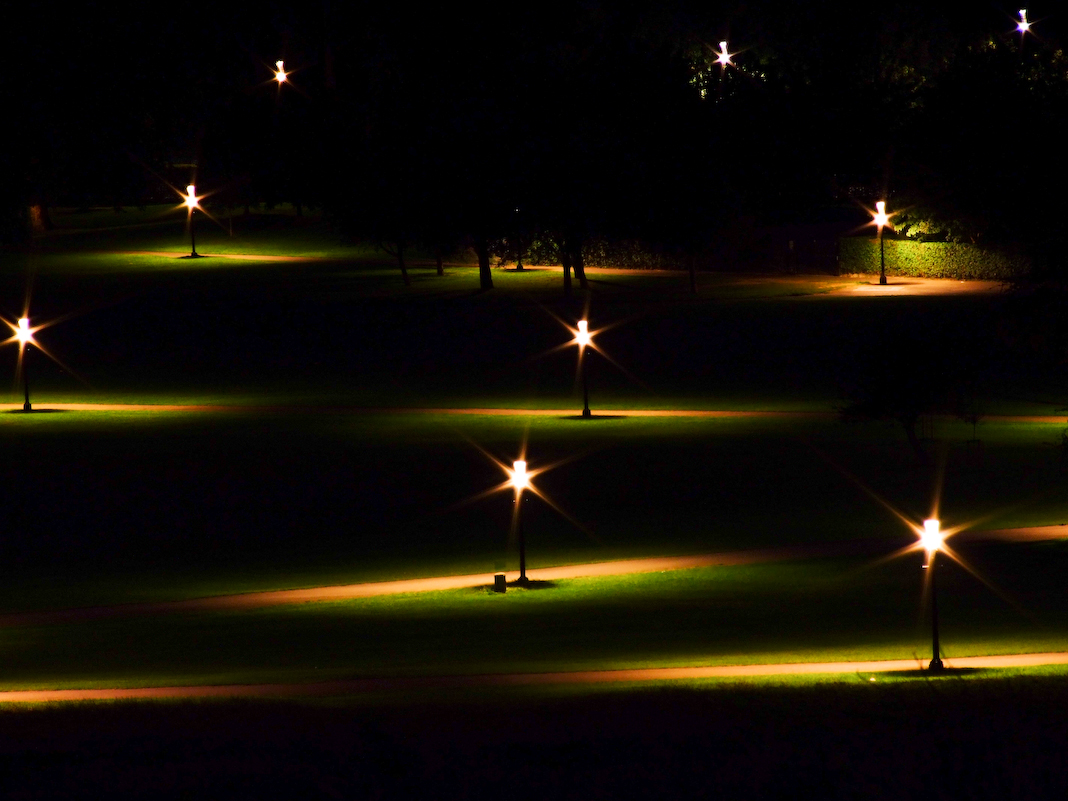
Visione notturna di Primrose Hill.
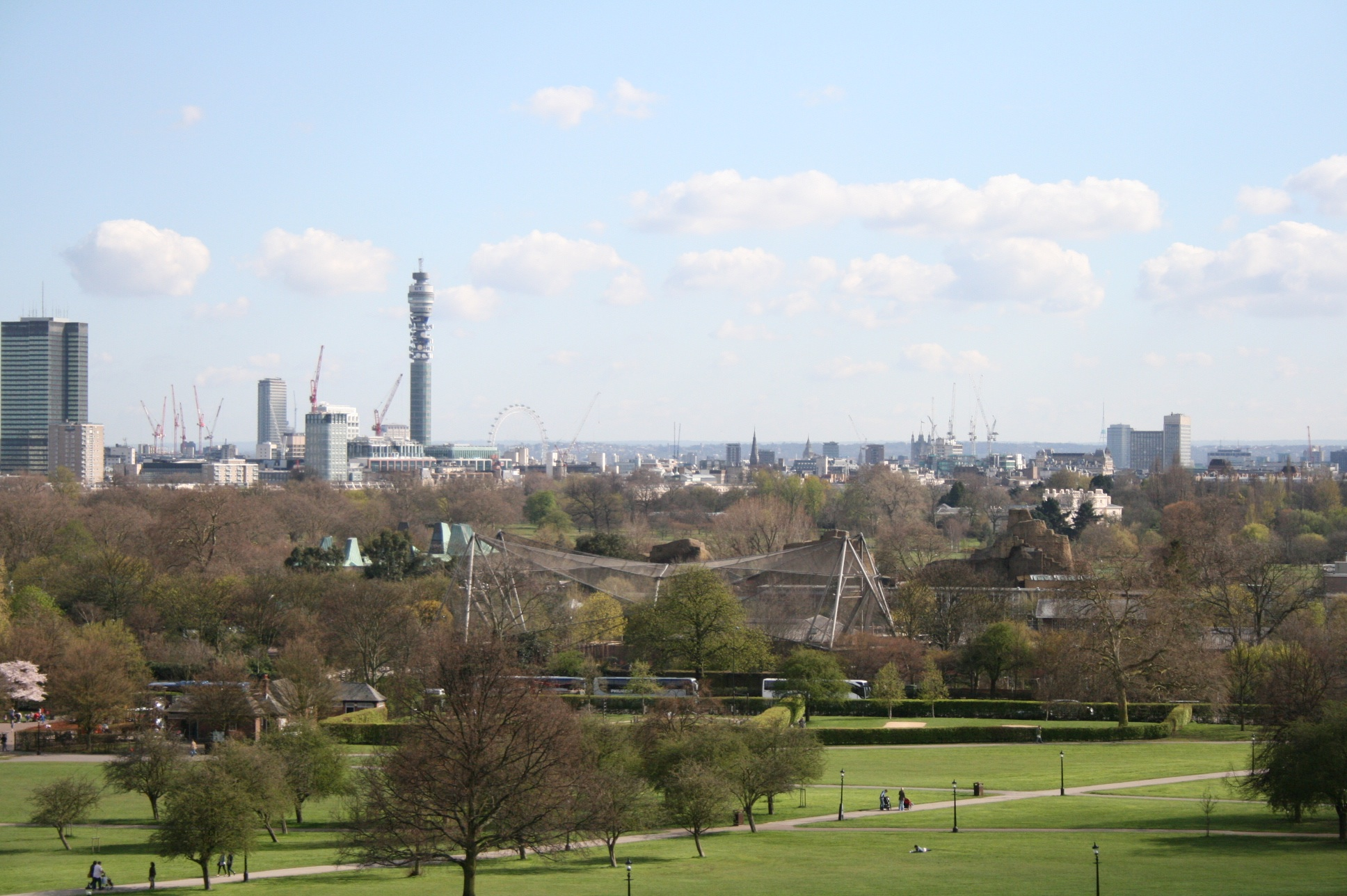
Londra vista da Primrose Hill. Sullo sfondo sono visibili molti simboli londinesi, quali il London Eye o i grattacieli di Canary Wharf.
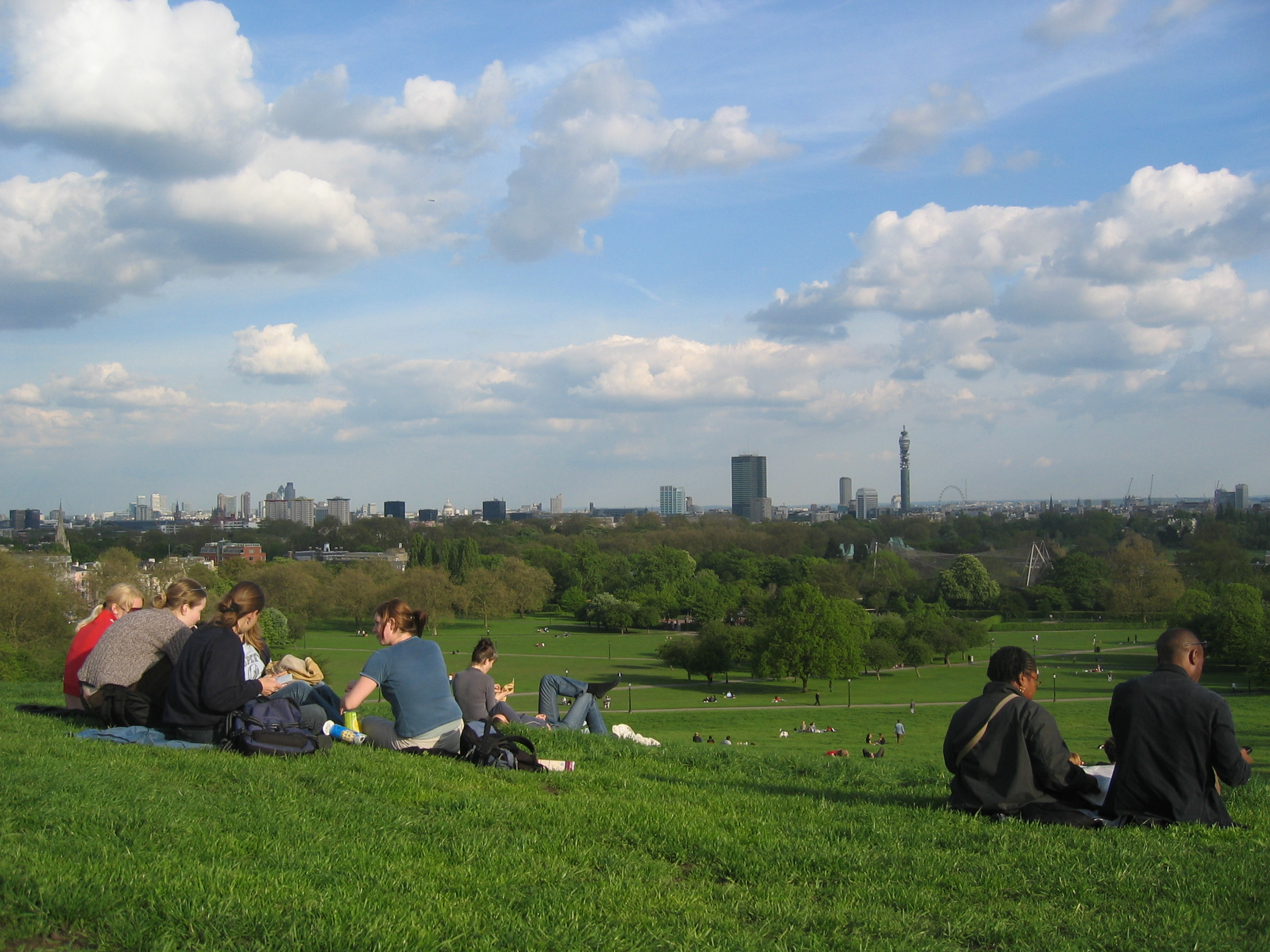
Persone riposano a Primrose Hill.